# Zagreb na Savi
Zagreb na Savi je multidisciplinarni projekt iskorištavanja rijeke Save od granice sa Slovenijom do Siska, a prvenstveno je namijenjen rješenju zagrebačkih potreba vodoopskrbe, obrane od poplava, zaštite okoliša i korištenja hidroenergetskih potencijala toka Save. Tvrtka smještena u Zagrebu, Program Sava d.o.o. dobila je povjerenje Vlade RH te mandat za upravljanje cijelim projektom. Osim nje uključeni su i Vlada RH, Hrvatske vode, Grad Zagreb, Zagrebačka županija, Sisačko-moslavačka županija te HEP grupa. 

## Povijest
Mnogi gradovi u svijetu pa tako i u Europi leže na rijekama, velika većina njih je saživjela sa svojim rijekama, od Berlina i Spreea preko Dunava i svih njegovih velikih gradova u Europi do Ljubljane koja je također na Savi. Zagreb još od vremena starih Rimljanja nije koristio vodni potencijal iako se nalazio na vodenom put Neviodunum (kod Krškog) – Andautonija – Siscia što dokazuje i činjenica da se između samog grada i rijeke nalazila ogromna često nepremostiva močvara. Grad i gradski oci ne znaju što bi s rijekom do dolaska Milana Lenucija na prijelazu s 19. na 20. stoljeće kada niču prvi planovi za Savu, doduše ne u prvom planu. Prema Lenucijevoj ideji Zagreb je trebao dobiti industrijsku zonu istočno od Trnja koja bi sadržavala kompleks sajmišta, klaonicu, spalionicu smeća te kemijsku tvornicu i gradsku luku. Poplave su neminovna poveznica Zagreba i Save, a posljednja se zbila 1964. kada je i izgrađen kolosalni nasip koji danas doslovno dijeli grad na dva dijela.  

## Koncepcije
Kako su u Republici Sloveniji već izgrađene tri hidroelelektrane HE Boštanj, HE Arto - Blanca te HE Krško ukupno instalirane snage 110.5 MW a u planu je pustiti u pogon i još dvije u Mokricama i Brežicama pri čemu bi potonja bila najveća s 45 MW, hrvatsko se rano posavlje susreće s problemima u i oko korita same rijeke. Tako se dno rijeke snižava sve više i više, a time se ugrožavaju podzemni pitki izvori na području grada Zagreba. 
Do 2003. izrađeno je mnogo koncepata kako riješiti Savu u Zagrebu, a među njima je i ono koje trenutno vlada. Svima njima je zajedničko da veći dio protoka Save ide kroz Zagreb, ali prelaskom u novi milenij krenulo se i s novim razmišljanjima. Tako su razvijene dvije nove ideje. Prva se zasniva na studiji iz 2002. koju je izveo Elektroprojekt d.d. u suradnji s Građevinskim fakultetom u Zagrebu, a temelj joj je pet hidroelektrana HE Podsused, HE Prečko, HE Drenje te HE Zagreb. Ponuđene su i ideje: prilagodne kanala Sava - Odra te njegovo produljenje do Stružeca Posavskog odnosno u duljini pet kilometara, gradnje spremnika za HE Podsused čime bi se dodatno smanjile mogućnosti poplavljivanja, dodatno osiguranje nasipima Lonjskog i Odranskog polja, gradnja ustave u Palanjeku za bolju regulaciju prethodnog, brodsku prevodnicu u sklopu HE Strelečko te izgradnja mosta. 
Najnovija i među strukom najprihvatljivija je ona iz 2013. Ona je prva koja većinski protok Save „šalje“ odteretnim kanalom Sava – Odra, odnosno u ovom konceptu proširenim i produljenim kanalom Sava – Sava do blizine Prevlake. Tim bi se postupkom trebalo prokopati još novih 5 kilometara dionice te proširiti kanal s desne strane jer su na lijevoj naselja, a dubina kanala bila bi između 6,3 do 10,9 metra. Znatno je veći broj predviđenih hidroenergetskih objekata nego u prvoj opciji. HE  Podsused, HE Prečko kao u prvoj opciji te HE Sisak kao zamjena za HE Strelečko te četiri nove kroz sami Zagreb MHE Jarun, MHE Sanci, MHE Petruševec i MHE Ivanja Reka. Osim navedenih na putu Save od Slovenije do Siska nalazile bi se još: VHS Zaprešić, ustava Lučko, Kanal Sava-Sava s ustavom Odra, HES Sisak te ustava Palanjek. 

## HES Sisak
- službene stranice projekta  Arhivirana inačica izvorne stranice od 20. prosinca 2016. (Wayback Machine)

## Vanjske poveznice
- Mrežno sjedište  Arhivirana inačica izvorne stranice od 20. prosinca 2016. (Wayback Machine)
- Krešimir Galović: blog priča o povijesti Save i Zagreba